# (2850) Mozhaiskij
(2850) Mozhaiskij es un asteroide perteneciente al cinturón de asteroides, descubierto el 2 de octubre de 1978 por la astrónoma ucraniana Liudmila Zhuravliova desde el Observatorio Astrofísico de Crimea (República de Crimea).

## Designación y nombre
Designado provisionalmente como 1978 TM7. Fue nombrado Mozhaiskij en honor al oficial naval ruso Aleksandr Mozhaiski.